# (541032) 2018 AY8
(541032) 2018 AY8 es un asteroide perteneciente al cinturón de asteroides descubierto el 20 de octubre de 2012 por el equipo del Pan-STARRS desde el Observatorio de Haleakala, Hawái, Estados Unidos.

## Designación y nombre
Designado provisionalmente como 2018 AY8.

## Características orbitales
2018 AY8 está situado a una distancia media del Sol de 2,681 ua, pudiendo alejarse hasta 3,024 ua y acercarse hasta 2,337 ua. Su excentricidad es 0,128 y la inclinación orbital 13,32 grados. Emplea 1603,46 días en completar una órbita alrededor del Sol.

## Características físicas
La magnitud absoluta de 2018 AY8 es 16,2. 